# Ákos Rózmann
Ákos Rózmann   (Budapest, 16 de juliol de 1939 - Trångsund, 12 d'agost de 2005) va ser un compositor i organista hongarès-suec.
Rózmann va néixer a Budapest, Hongria, el 16 de juliol de 1939. Va estudiar composició amb Rezsö Sugár a l'Escola Secundària de Música Bartók Béla entre el 1957 i el 1961. A partir del 1961 va assistir a l'Acadèmia de Música Franz Liszt, estudiant composició amb Endre Szervánszky i orgue amb Sebestyén Pécsi. Es va graduar en ambdues assignatures el 1966. Després d'obtenir els seus diplomes, va treballar com a professor de lectura de partitures al Professorat de la Acadèmia Liszt de Szeged. A finals dels anys seixanta, va compondre música cinematogràfica per a Mafilm (Estudis de Cinema Hongarès). La seva Improvisazione per a flauta i piano va ser publicada el 1971 per "Editio Musica Budapest".
El 1971 va marxar a Suècia per fer estudis de postgrau de composició. El seu professor va ser Ingvar Lidholm al "Royal College of Music" d'Estocolm. A l'estudi del College, va descobrir les eines per fer música electroacústica. També va començar a treballar a "Elektronmusikstudion" (EMS, l'Estocolm Electroacoustic Music Studio). El primer resultat dels seus experiments va ser Impulsioni, un cicle de peces electròniques curtes de 1974, que va guanyar el tercer premi al Bourges Concours International de Musique Électroacoustique el 1976.
Després d'acabar els seus estudis al "Royal College of Music" el 1974, Rózmann es va establir a Estocolm, passant la resta de la seva vida a la capital sueca i prop d'ella. A partir dels anys setanta, va pensar en la música electroacústica gravada com l'únic mitjà adequat per a les seves idees creatives. La seva primera aparició pública com a compositor va ser l'estrena de Bilder inför drömmen och döden (Imatges de somni i mort) el 9 de març de 1978. El concert es va celebrar a Cirkus, una gran sala d'actes d'Estocolm.
Des de 1978 durant dinou anys va ser organista a la catedral catòlica d'Estocolm. Aquí va conèixer la líder del cor i musicòloga Viveca Servatius, que més tard es va convertir en la seva parella vitalícia. El 1978 també va començar el seu segon treball a gran escala, Tolv stationer (Dotze estacions), el primer que va utilitzar sons enregistrats d'origen acústic (mentre que els dos anteriors feien servir material totalment sintètic). La seva composició va comprometre Rózmann fins al 2001, cosa que va resultar en una obra amb més de sis hores de reproducció. Les primeres parts es van estrenar a la Casa de Cultura d'Estocolm el 1984. El 2014, Editions Mego registra un set de 7 CD de tota la sèrie de les estacions.
A principis dels vuitanta, Rózmann va començar a construir un estudi electroacústic privat que va instal·lar al soterrani de la catedral catòlica. A més, va continuar treballant a EMS, on va romandre com a visitant freqüent fins al final de la seva vida.
Entre 1980 i 2005, va compondre una sèrie de vuit obres electroacústiques, cadascuna amb el títol Orgelstycke (Orgue). Els sons del seu instrument principal, l'orgue, eren el seu material bàsic molt apreciat, a més de la veu humana i els sons de la cítara inclinada i el piano preparat.
La tercera peça de llarga èpica de Rózmann, Rytmer och melodier (Ritmes i melodies), es va compondre el 1987 i es va estrenar a la sala de concerts de Berwald el 1988. El 1990 es va celebrar al centre d'Estocolm una sèrie de tres nits d'autor dedicades a Rózmann. Fylkingen. Sis de les seves peces es van tocar en aquella ocasió, tres d'elles per primera vegada.
Tot i que gairebé totes les seves trenta composicions es van interpretar a Suècia durant la seva vida, només una es va tocar en concert públic al seu país natal, Hongria. Trumpetmusette es va compondre per al Festival de Música Electroacústica de Budapest de la Ràdio Hongaresa i es va estrenar allà el 1994.
El 1997 va deixar el servei de la catedral catòlica i es va traslladar amb el seu estudi privat a Skogås, un suburbi d'Estocolm. Va ser el mateix any que va acabar una de les seves obres més concentrades, De två med tre instrument (Dues, amb tres instruments). El gener de 2005 va completar el seu darrer treball, Orgelstycke nr III / a (Orgue Piece Nr. III / a), remuntant-se a una idea concebuda als anys vuitanta. Al febrer encara vivia per veure un dels seus concerts més grans i celebrats. Durant cinc tardes consecutives del festival "Stockholm New Music", es va tocar el seu enorme cicle Gloria precedit per Orgelstycke nr IV (Kyrie eleison), sota el títol col·lectiu Mässa (Missa). El cicle Gloria, un extens escenari musical del text litúrgic corresponent, es va compondre entre el 1989 i el 2004 i requereix unes set hores per actuar.
L'estiu de 2005, Rózmann va ser diagnosticat de càncer de pàncrees i va morir el 12 d'agost. D'acord amb el seu propi desig, les seves cendres es van escampar al vent.
La naturalesa intransigent del personatge de Rózmann es pot rastrejar fàcilment tant en els informes sobre el seu comportament com en la seva música. Com a fervent devot de la seva obra, es va tancar durant hores hores als estudis sense finestres, treballant sovint fins ben entrada la nit. En els darrers anys no va participar en els esdeveniments de la vida musical oficial, ni tan sols va assistir a les seves pròpies estrenes. En la seva obra, no buscava l'aprovació del professional ni el plaer del públic. L'únic que comptava era la perfecta articulació de la seva visió.
Aquesta visió es va inspirar en el so (gravat), originat a partir de moltes fonts diferents. Com que aquesta matèria primera s'havia elaborat i fabricat per ser especialment plàstica, va evolucionar un drama extremadament poderós, especialment en les obres a gran escala de Rózmann. Un drama que reprodueix els conflictes més bàsics de l'existència humana, dona una visió impactant a les seves profunditats més fosques i mostra que el pecat i la puresa, la foscor i la llum caminen un al costat de l'altre, les seves qualitats es pressuposen mútuament. L'obra sovint s'elabora de manera simbòlica i pictòrica amb cites de música litúrgica budista i cristiana per una banda, xocs violents, rialles i rialles diabòliques per l'altra. Posada entre aquestes forces, se sent el crit de l'ànima humana que lluita.